# بیمارستان برزویه گنبد کاووس
بیمارستان برزویه گنبد کاووس واقع در استان گلستان، شهرستان گنبدکاووس بیمارستانی است درمانی و وابسته به دانشگاه علوم پزشکی گلستان که یکی از بیمارستان‌های خصوصی شهرستان گنبد کاووس می‌باشد. این بیمارستان بعد از بیمارستان بسکی به عنوان دومین بیمارستان خصوصی شهرستان محسوب می‌شود.